# Tinkiro (Kampti)
Pour les articles homonymes, voir Tinkiro.
Tinkiro est une localité située dans le département de Kampti de la province du Poni dans la région Sud-Ouest au Burkina Faso.

## Géographie
Tinkiro se trouve à environ 5 km au sud-est de Kampti, le chef-lieu du département, et de la route nationale 12 menant à la frontière ivoirienne, ainsi qu'à 4 km au sud-ouest de Kompi.

## Santé et éducation
Le centre de soins le plus proche de Tinkiro est le centre de santé et de promotion sociale de Kompi tandis que le centre médical est à Kampti et que le centre hospitalier régional (CHR) de la province se trouve à Gaoua.